# Der fidele Bauer (1951)
Der fidele Bauer ist ein österreichischer Spielfilm aus dem Jahre 1951 von Georg Marischka, dessen erste Kinoregie dies war, mit Paul Hörbiger in der Titelrolle. Es handelt sich hierbei um eine Verfilmung von Leo Falls gleichnamiger Operette (1907).

## Handlung
Die Geschichte hält sich nicht in allen Teilen an die Fall’sche Vorlage.
Matthias Scheichelroither ist ein armer, aber stets fröhlicher, also fideler Bauer. Für seinen Sohn Heini, genannt das „Heinerle“, plant er Großes: Er soll eines Tages ein ausgebildeter Akademiker, ein Doktor werden. Dafür spart sich der Alte alles vom Mund ab, um Heinerle eine perfekte Ausbildung zu ermöglichen. Heini aber plant anderes: Anstatt sich auf seine Ausbildung zu konzentrieren, zieht es ihn zur Musik. Mit Hilfe der in ihn verliebten, wohlhabenden Amerikanerin Vivian Harrison kann er schließlich sein erstes Konzert als Komponist auf die Beine stellen.
Im letzten Moment gelingt es dem alten Scheichelroither, dem Konzert seines geliebten Sohnes beizuwohnen. Da der fidele Bauer sich nicht der feinen Umgebung entsprechend einkleiden kann, erscheint er dem Sohn als zerlumpte Person, wofür sich Heini Scheichelroither schämt. So kommt es, dass der aufkommende Starkomponist sich im Konzertsaal seines Vaters schämt und diesen verleugnet. Verbittert fährt der nun nicht mehr ganz so fidele Bauer heim auf seine Scholle. Erst Heinis Braut Vivian gelingt es, Vater und Sohn wieder miteinander zu versöhnen.

## Produktionsnotizen
Der fidele Bauer entstand im Sommer 1951 in Wien-Sievering (Atelier) sowie in Wien und Tirol (Außenaufnahmen). Die Uraufführung erfolgte am 21. September 1951 in Wien, die deutsche Premiere war am 26. Oktober desselben Jahres in Köln.
Produzent Eduard Hoesch und Walter Pospischil übernahmen die Produktionsleitung. Gustav Abel gestaltete die Filmbauten. Max Vernooij sorgte für den Ton. Franz Hofer war einfacher Kameramann unter der Leitung Hans Schneebergers.

## Kritiken
Der Spiegel schrieb: “Paul Hörbiger produziert sich mit liab-biederem Augenaufschlag und weinseliger Heurigenstimme als Sänger der vergilbten Schlager aus Leo Falls gleichnamiger Operette, deren Melodien und Handlungs-Nichts einfallslos von der Operettenbühne von Anno 1907 auf die Filmleinwand von 1951 übertragen wurden.”
Im Lexikon des Internationalen Films heißt es: „Schlichte, betuliche musikalische Unterhaltung.“